# Gruppencode
In der Kodierungstheorie (Informatik) versteht man unter einem Gruppencode eine spezielle Codierung, die man zur Fehlererkennung und Fehlerkorrektur verwenden kann. Für die Codierung wird eine Gruppe (algebraische Struktur) verwendet.

## Codierung
Ein Gruppencode ist ein Blockcode, das heißt alle Codewörter haben die gleiche Länge (Im weiteren bezeichnen wir die Länge der Codewörter mit {\displaystyle n}).
Zur Kodierung verwendet man als Alphabet eine beliebige abelsche Gruppe {\displaystyle (A,{\mathord {+}})}, meist {\displaystyle (\{0,1\},{\mathord {+}})}, die zyklische Gruppe der Ordnung zwei, da man deren beiden Elemente mit den Bits 0 und 1 identifizieren kann.
Die quellkodierten Wörter sind die Elemente der Gruppe {\displaystyle (A,{\mathord {+}})^{k}}. (Alle Wörter mit Symbolen aus {\displaystyle A} der Länge {\displaystyle k})
Um die Gruppe {\displaystyle (A,{\mathord {+}})^{k}} zu Codieren wählt man einem injektiven Homomorphismus {\displaystyle f\colon (A,{\mathord {+}})^{k}\to (A,{\mathord {+}})^{n}}.
Das Bild von {\displaystyle f} ist eine Untergruppe {\displaystyle (C,{\mathord {+}})} von {\displaystyle (A,{\mathord {+}})^{n}}.
{\displaystyle C} ist der Gruppencode. {\displaystyle f} die zugehörige Kodierungsfunktion.
Im Gegensatz zu „willkürlichen“ Codierungen muss {\displaystyle f} nicht für jedes Codewort extra angegeben (gespeichert) werden, sondern es reicht {\displaystyle f} für ein erzeugendes System der Gruppe {\displaystyle (A,{\mathord {+}})^{k}} zu definieren. Die Codierung der restlichen Elemente kann dann mittels deren Darstellung als Summe von erzeugenden Elementen berechnet werden.

## Beispiele

### Beispiel 1
Gruppe {\displaystyle (\{0,1\},{\mathord {+}})}
Quellcodierung: {\displaystyle (\{0,1\},{\mathord {+}})^{3}}
erzeugendes System: {\displaystyle e_{1}=(1,0,0)}, {\displaystyle e_{2}=(0,1,0)}, {\displaystyle e_{3}=(0,0,1)}
Codierung: {\displaystyle f(e_{1})=(1,1,0,0,0)}, {\displaystyle f(e_{2})=(0,0,1,1,0)}, {\displaystyle f(e_{3})=(1,0,1,0,1)}
Sei nun {\displaystyle c=(1,0,1)} ein Wort in Quellcodierung. Um die Codierung {\displaystyle f(c)} zu berechnen, geht man wie folgt vor:
Man stellt {\displaystyle c} als Summe von erzeugenden Elementen dar: {\displaystyle c=(1,0,1)=e_{1}+e_{3}}
und berechnet dann die Summe der Codierungen der selbigen {\displaystyle f(c)=f(e_{1})+f(e_{3})=(1,1,0,0,0)+(1,0,1,0,1)=(0,1,1,0,1)}

### Beispiel 2
Gruppe {\displaystyle (\{0,1,x,x+1\},{\mathord {+}})}, die Kleinsche Vierergruppe
| +   | 0   | 1   | x   | x+1 |
| --- | --- | --- | --- | --- |
| 0   | 0   | 1   | x   | x+1 |
| 1   | 1   | 0   | x+1 | x   |
| x   | x   | x+1 | 0   | 1   |
| x+1 | x+1 | x   | 1   | 0   |

Quellcodierung: {\displaystyle (\{0,1,x,x+1\},{\mathord {+}})^{2}}
erzeugendes System: {\displaystyle e_{1}=(1,0)}, {\displaystyle e_{2}=(x,0)}, {\displaystyle e_{3}=(0,1)}, {\displaystyle e_{4}=(0,x)}
Codierung: {\displaystyle f(e_{1})=(1,0,0)}, {\displaystyle f(e_{2})=(1,1,0)}, {\displaystyle f(e_{3})=(x,1,1)}, {\displaystyle f(e_{4})=(0,0,x)}
Sei nun {\displaystyle c=(1,x+1)} ein Wort in Quellcodierung.
{\displaystyle c=e_{1}+e_{3}+e_{4}},{\displaystyle f(c)=f(e_{1})+f(e_{3})+f(e_{4})=(1,0,0)+(x,1,1)+(0,0,x)=(x+1,1,x+1)},

## Eigenschaften
Gruppencodes erfüllen folgende Eigenschaften:
- Die Codewörter bilden eine Gruppe
- Bei einem binären Gruppencode ist die Distanzverteilung jeweils gleich für alle Codewörter und auch gleich der Gewichtsverteilung.
- Jeder Gruppencode enthält den „Nullvektor“ als gültiges Codewort.
- Das Gewicht eines Gruppencodes ist definiert als das kleinste Codewortgewicht (Hamming-Gewicht) außer dem des Nullvektors.
- Bei binären Gruppencodes gilt, dass der Hamming-Abstand dem Gewicht des Codes entspricht.